# 시오카제 공원 (고마쓰시마시)
시오카제 공원(일본어: しおかぜ公園)은 일본 도쿠시마현 고마쓰시마시 고마쓰시마초에 있는 공원이다. 고마쓰시마항 입구에 2000년 개원하였다.